# Råhultsgölen (Svenarums socken, Småland)
Råhultsgölen är en sjö i Vaggeryds kommun i Småland och ingår i Lagans huvudavrinningsområde. Sjöns area är 0,039 kvadratkilometer och den befinner sig 201,5 meter över havet.